# Mathematisch-Physikalischer Salon

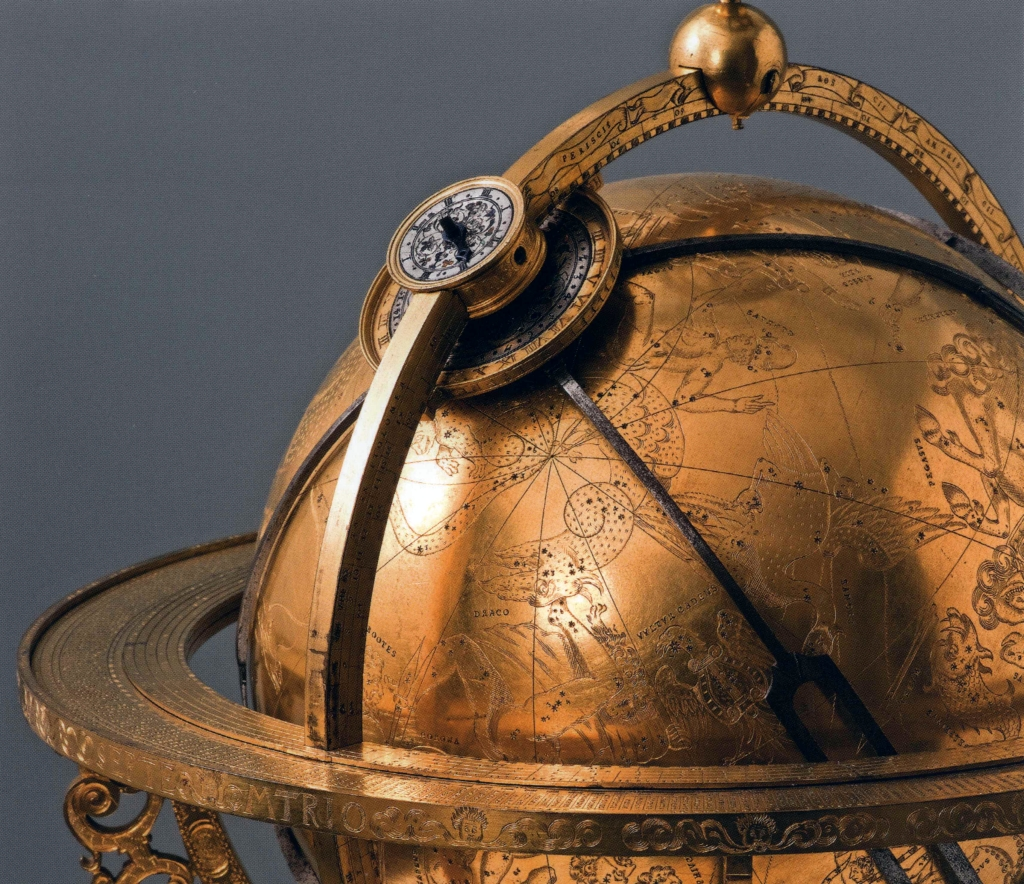
Himmelsglobus einer Globusuhr von 1586

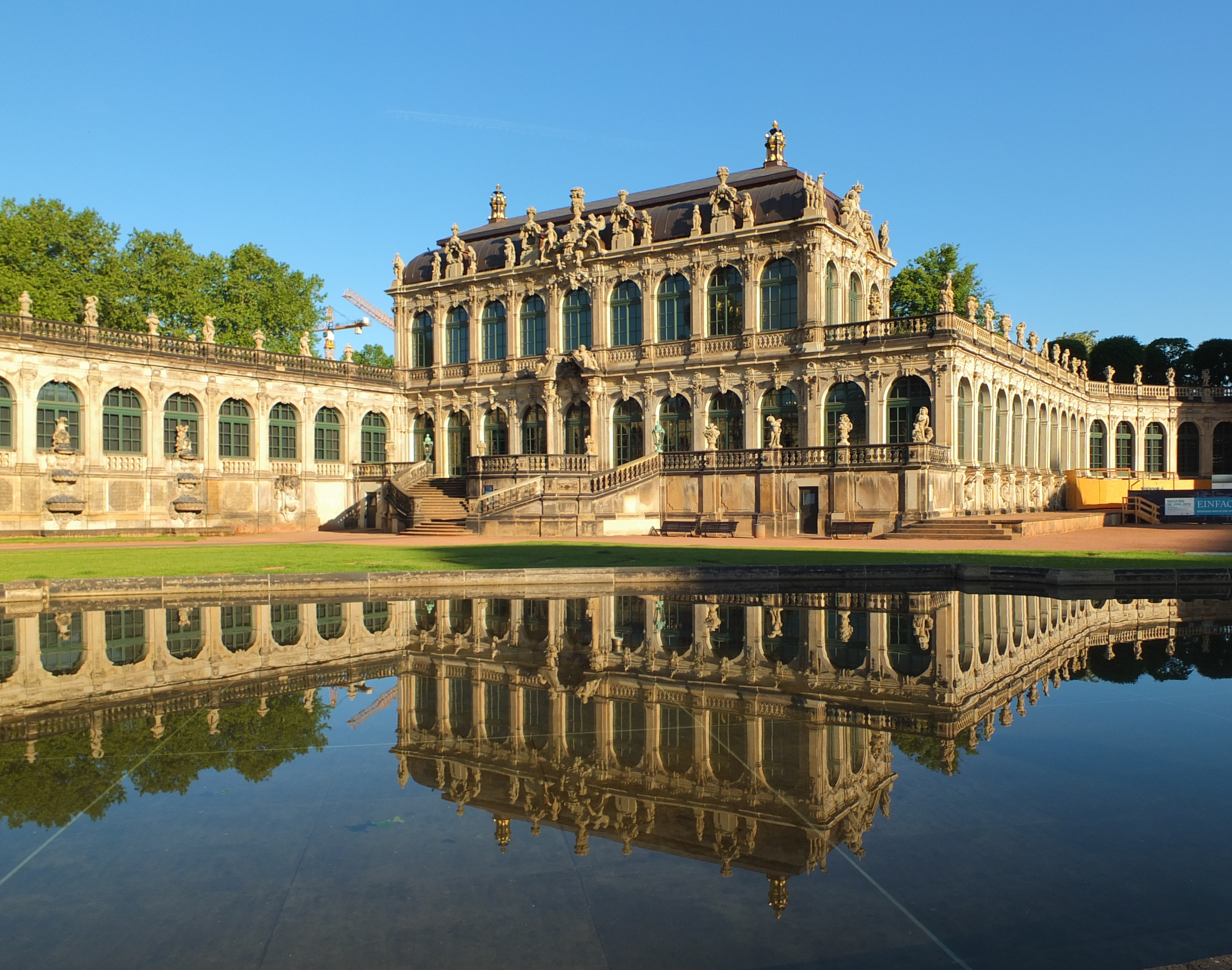
Der Westflügel des Zwingers, Heimstatt des Mathematisch-Physikalischen Salons

Der Mathematisch-Physikalische Salon (kurz MPS) in Dresden ist ein Museum der Staatlichen Kunstsammlungen Dresden. Als Teil der königlich-sächsischen Kunstsammlungen entstand er durch das Technikinteresse sächsischer Monarchen für mathematische und physikalische Instrumente, weitere Gründe waren Repräsentationsbedürfnis und Gefallen an mechanischen Spielwerken.
Der Mathematisch-Physikalische Salon ist seit 1728 im Zwinger untergebracht.

## Geschichte

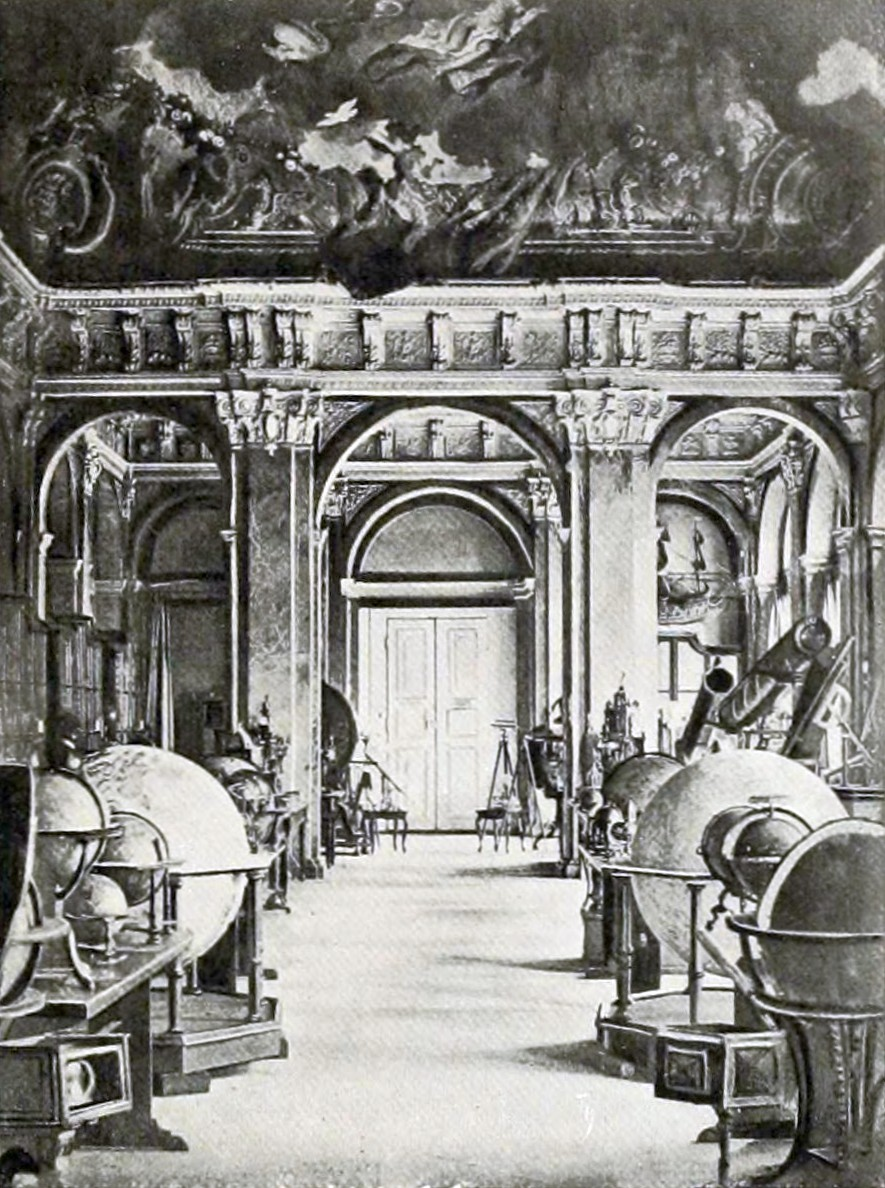
Ansicht um 1900

Der Salon wurde 1724 aus der Rüstkammer und aus anderen Teilen der Sammlung ausgegliedert. Einzelne Exemplare wurden aber schon mit dem Aufbau der Kunstkammer im 16. Jahrhundert gesammelt. Begründer der Sammlung war Kurfürst August von Sachsen. Wie auch bei den Ausstellungsstücken des Grünen Gewölbes stammen die alten Teile der Sammlung nicht nur aus Sachsen selbst, sondern wurden in Süddeutschland oder Norditalien gekauft. Die Sammlung in Dresden begründete aber das regionale Feinhandwerk, das später Manufakturstätten wie Glashütte hervorbrachte (A. Lange & Söhne).
Der bis in die Gegenwart gehaltene Name geht auf das Jahr 1746 zurück. Zwischen 1724 und 1746 hieß die Sammlung „Königliches Cabinet der mathematischen und physikalischen Instrumente“. 1784 wurde das Observatorium am Mathematisch-Physikalischen Salon gegründet. Im 19. Jahrhundert hatte die Sammlung einen großen Einfluss auf die Technikkultur in Dresden. Wilhelm Gotthelf Lohrmann setzte sich 1828, ein Jahr nachdem er Oberinspektor des Salons wurde, für die Gründung der „Technischen Bildungsanstalt“ ein – der heutigen Technischen Universität Dresden. Bereits ab dem Ende des 18. Jahrhunderts wurden zunächst die Dresdner und später alle sächsischen Uhren nach Vorgaben der Zwinger-Uhren getaktet.

## Sammlung
Der Mathematisch-Physikalische Salon ist eine Sammlung der Feinschmiedekunst. Sie widmet sich historischen Messgeräten für Längen, Temperatur, Gewicht und Volumen und beherbergt eine Kartografie- und Globensammlung sowie geodätische Instrumente. Außerdem wurden optische Geräte der Astronomie sowie Himmelsgloben und -karten gesammelt.
Hier befinden sich auch berühmte Brennspiegel von Andreas Gärtner sowie Brenngläser und -spiegel des Herrn von Tschirnhaus. Neben der Weltzeituhr umfasst die Sammlung zahlreiche Uhren, u. a. die Planetenlaufuhr von Ebert Baldewein. Für die sammelnden Fürsten spielte neben der zeitgemäßen Präzision vor allem die künstlerische Ausgestaltung eine wichtige Rolle.
Das Museum besitzt das einzige Exemplar einer Addiermaschine (Pascaline) von Blaise Pascal aus der Zeit um 1650 in einer öffentlichen Sammlung außerhalb Frankreichs.

## Ausstellung

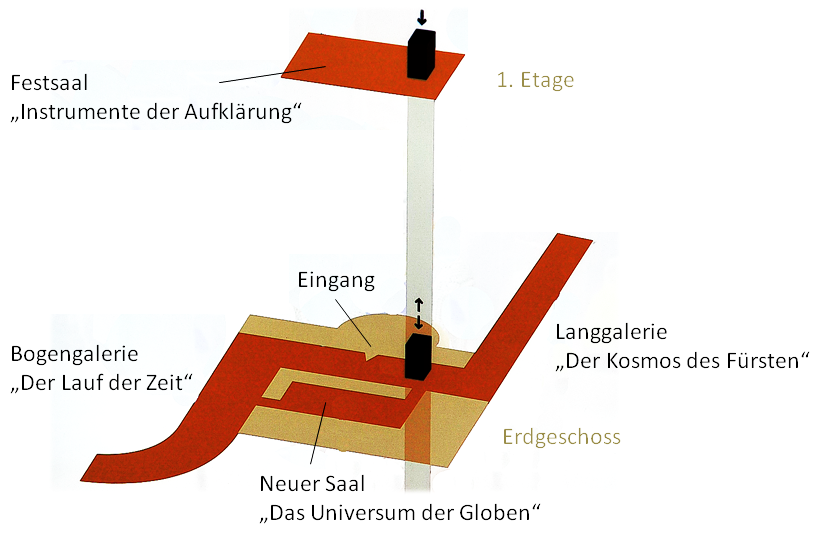
Lage der vier Ausstellungsbereiche

Zwischen 2007 und 2013 war die Ausstellung wegen einer Generalsanierung des Zwingers geschlossen. Seit dem 14. April 2013 sind rund 500 der 3.000 vorhandenen Exponate zu sehen. Die neue Dauerausstellung spiegelt die Sammlungsgeschichte des Museums in vier Bereichen wider.
- Der „Kosmos des Fürsten“ in der Erweiterten Langgalerie: mechanische Wunderwerke und mathematische Instrumente um 1600.
- Das „Universum der Globen“ im neugeschaffenen Saal im Zwingerwall: Erd- und Himmelsgloben aus sieben Jahrhunderten.
- „Instrumente der Aufklärung“ im Festsaal: Fernrohre und Brennspiegel sowie die Geschichte des Physikalischen Kabinetts, des Observatoriums und der Behörde im Zwinger.
- Der „Lauf der Zeit“ in der Bogengalerie: die Geschichte der mechanischen Uhr vom 16. bis ins 19. Jahrhundert und Stationen für Bildschirmexperimente.

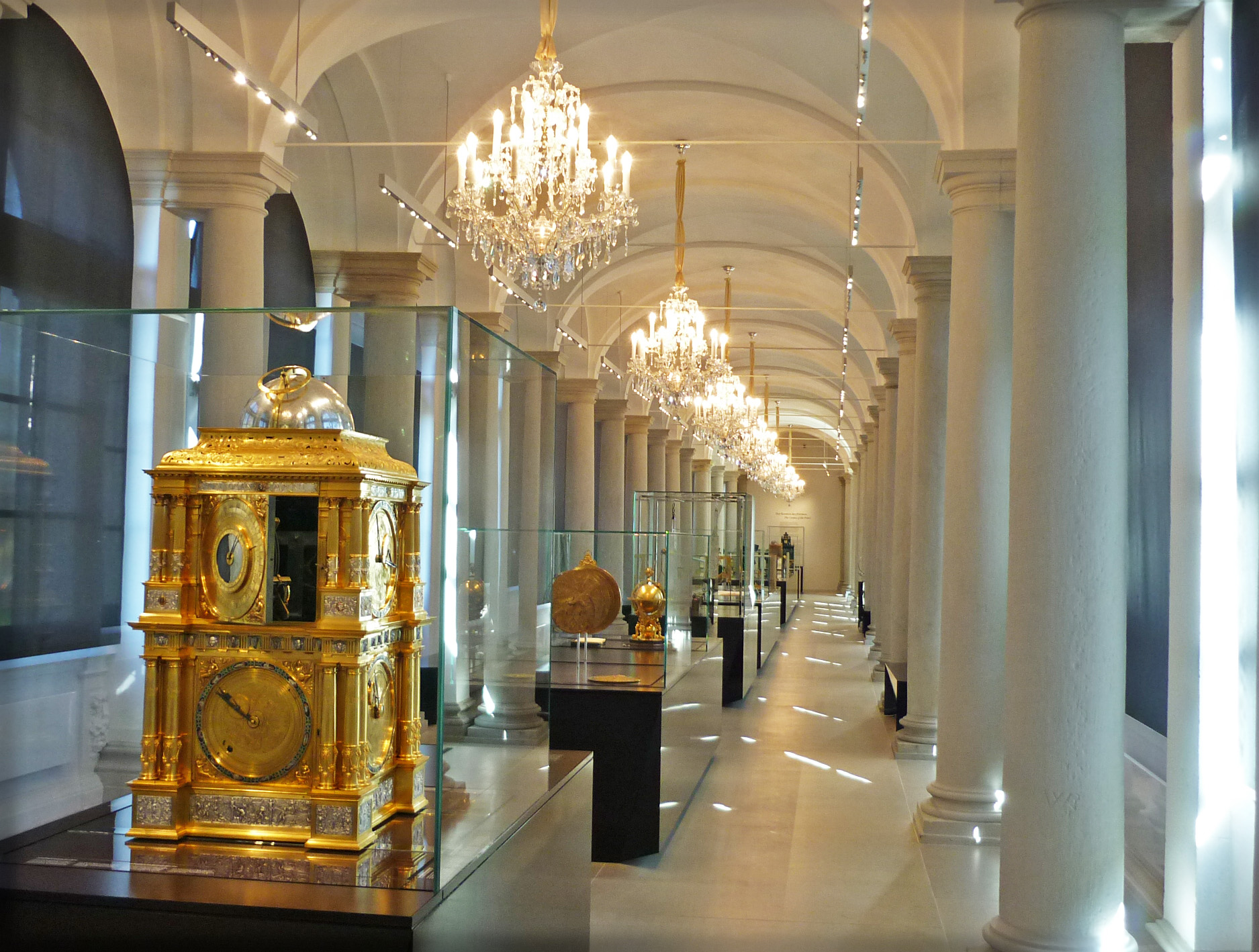
„Kosmos des Fürsten“ in der Langgalerie
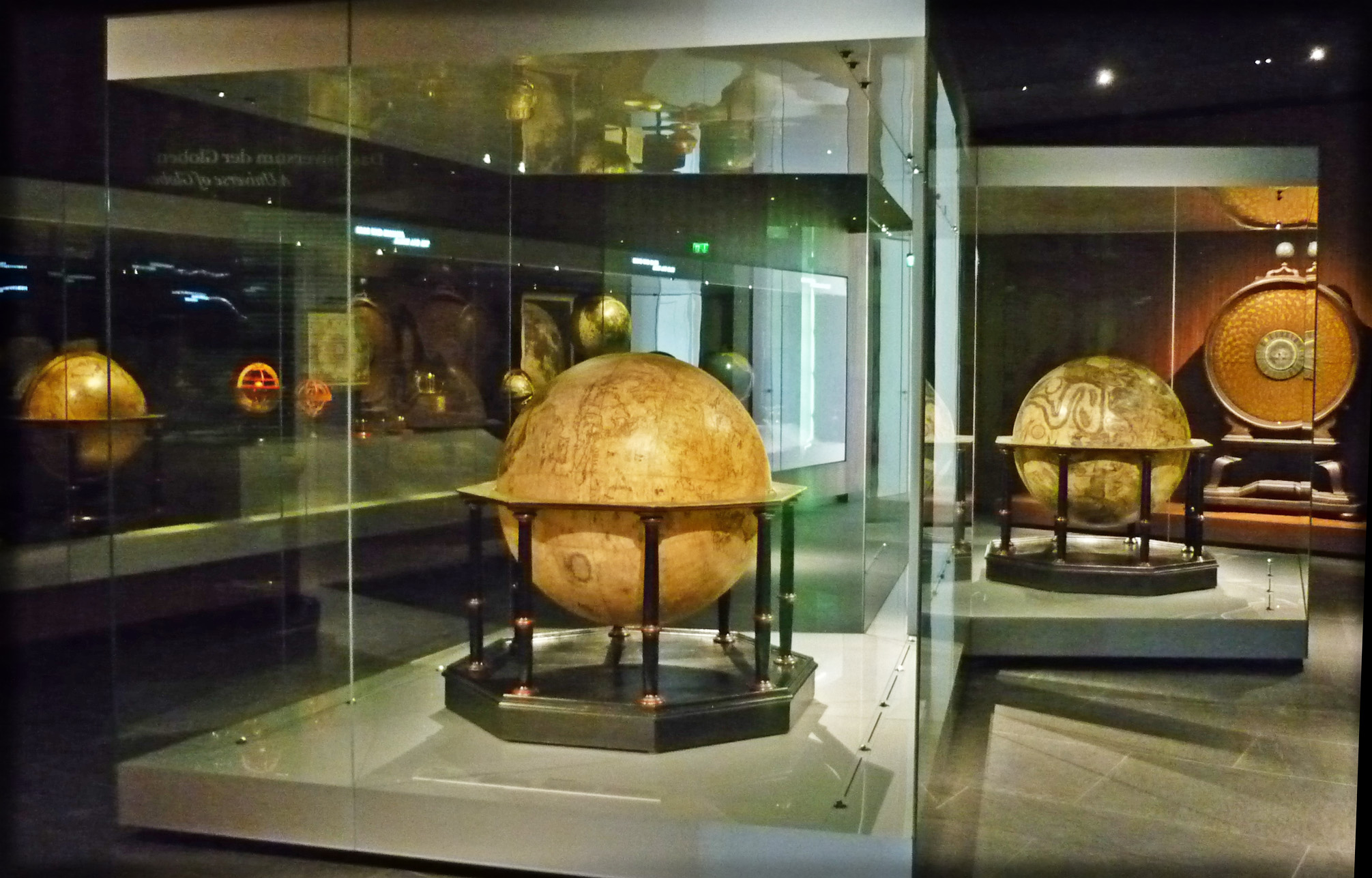
„Universum der Globen“ im Neuen Saal im Zwingerwall
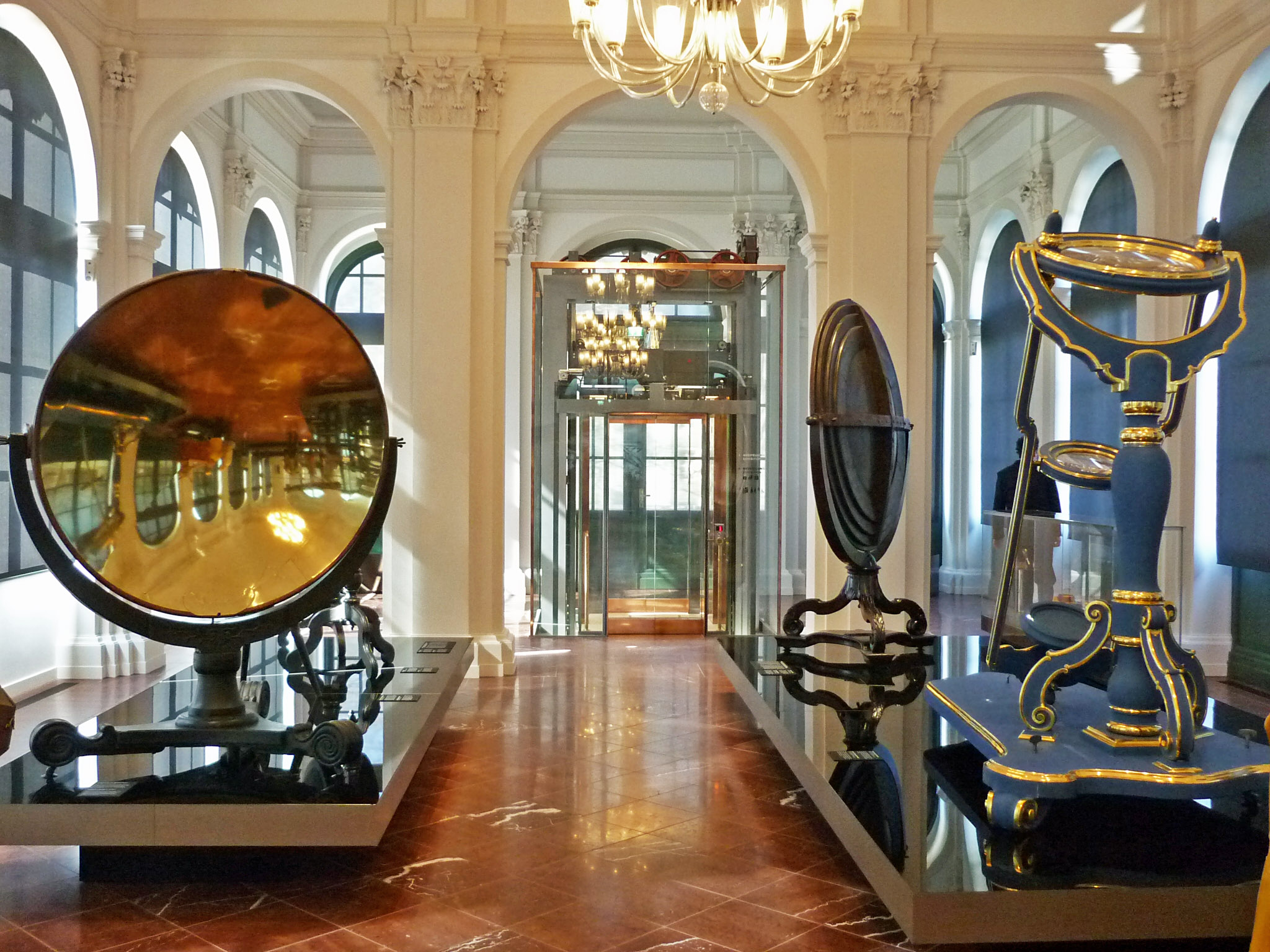
„Instrumente der Aufklärung“ im ehem. Festsaal
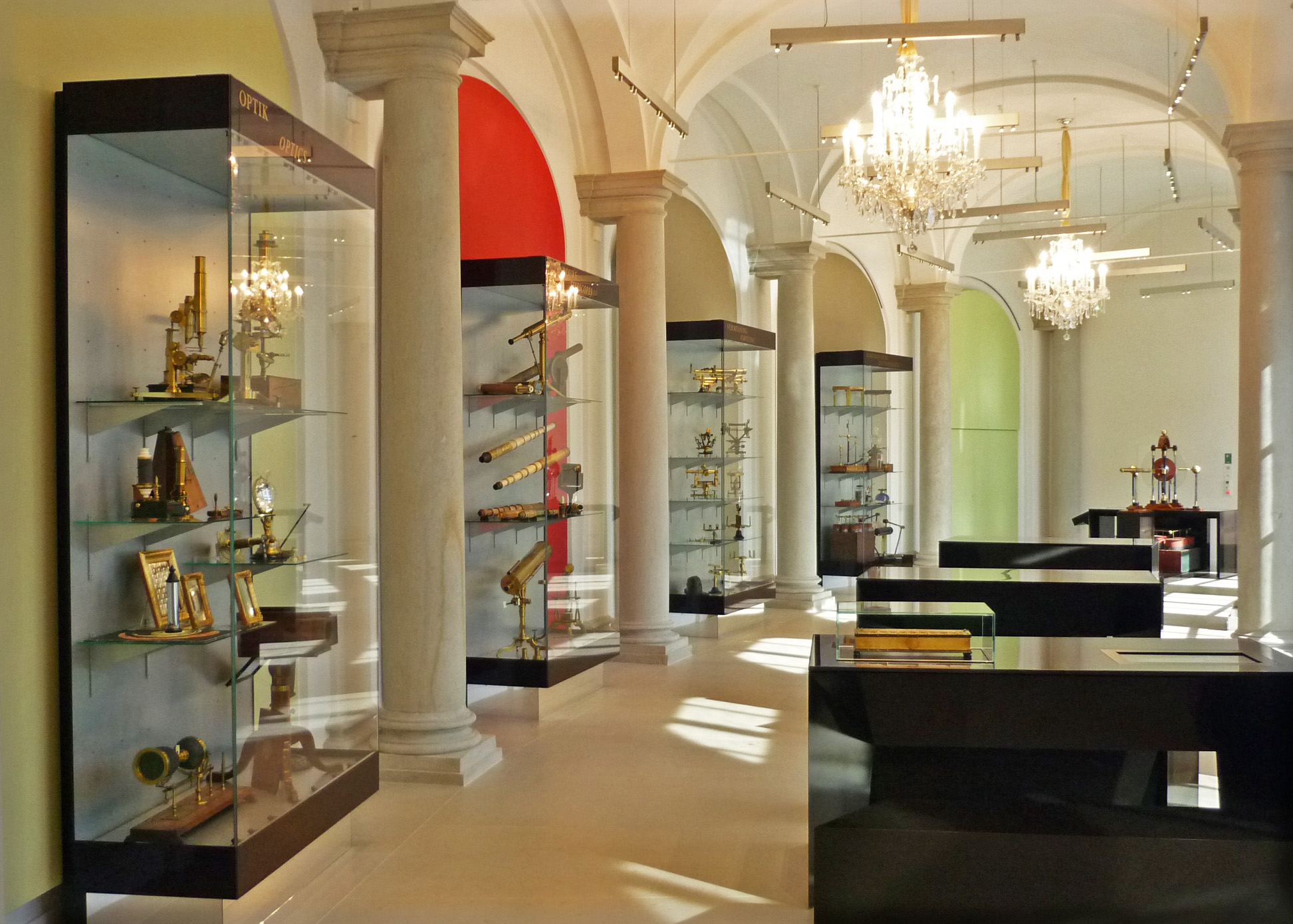
„Lauf der Zeit“ in der Bogengalerie

## Direktoren
(nur grobes Gerüst, zum Teil Inspektoren, Oberinspektoren, nebenamtlich, hauptamtlich)
- 0000–1739: Tobias Beutel (zuvor seit 1690/91 Kunstkämmerer, gleichnamiger Neffe seines Vor-Vorgängers Tobias Beutel)[3]
- 1739–1740: Johann Gottlieb Michaelis
- 1740–1742: Gottfried Heinrich Duckwitz
- 1743–1746: Johann Heinrich Edler von Heucher
- 1746–1747: Johann Theophilius Waltz
- 1747–1748: Christian Heinrich Eilenburg
- 1748–1772: Georg Gottlieb Haubold und Joachim Friedrich Meyen
- 1773–1776: Johann Gottlob Rudolph
- 1776–1784: Johann Ernst Zeiher (Blitzableiter)
- 1784–1800: Johann Gottfried Köhler (Zeitdienst, Uranussymbol, Nebelflecke M59, M60, M67)
- 1801–1818: Johann Heinrich Seyffert
- 1818–1827: Heinrich August Schmidt
- 1827–1840: Wilhelm Gotthelf Lohrmann (Mondatlas, Mitgründer der heutigen TU Dresden)
- 1840–1869: Rudolf Sigismund Blochmann (Gasbeleuchtung)
- 1869–1888: Hermann Adolph Drechsler
- 1888–1893: August Nagel (Königlich-Sächsische Triangulirung)
- 1894–1926: Nikolaus Philipp Bernhard Pattenhausen
- 1926–1938: Paul Werkmeister
- 1938–1940: Erich Haenel (Professor der Akademie der bildenden Künste)
- 1940–1941: Reinhard Huggershoff
- 1947–1978: Helmut Grötzsch
- 1979–2000: Klaus Schillinger
- seit 2001: Peter Plaßmeyer